# Хуан Карлос Лемус
Хуан Карлос Лемус (ісп. Juan Carlos Lemus Garcia; нар. 6 травня 1965, Пінар-дель-Ріо, Куба) — кубинський боксер-любитель, що виступав у напівсередній і першій середній вагових категоріях. Олімпійський чемпіон 1992 року, чемпіон світу (1991 рік), дворазовий чемпіон Панамериканських ігор (1987 та 1991 роки).

## Аматорська кар'єра
На Панамериканських іграх 1987 в категорії до 67 кг переміг чотирьох суперників, у тому числі Кеннета Гулда (США) — 4-1 у фіналі, і став чемпіоном.
На Кубку світу 1987 завоював срібну медаль.
- У чвертьфіналі переміг Тайоало Іоане (Нова Зеландія) — KO 2
- У півфіналі переміг Муйо Байровича (Югославія) — KO 2
- У фіналі програв Зігфріду Менерту (НДР) — 0-5

На чемпіонаті світу 1989 програв у першому бою Зігфріду Менерту (НДР) — 19-28.
На Панамериканських іграх 1991 в категорії до 71 кг переміг чотирьох суперників і став чемпіоном вдруге.
На чемпіонаті світу 1991 став чемпіоном.
- В 1/16 фіналу переміг Кі Су Чой (Південна Корея)  — RSC 3
- В 1/8 фіналу переміг Сіліло Фігота (Нова Зеландія) — 19-8
- У чвертьфіналі переміг Девіда Дефіагбон (Нігерія) — 23-13
- У півфіналі переміг Торстена Шмітца (Німеччина) — RSC 2
- У фіналі переміг Ісраела Акопкохяна (СРСР) — 26-11

Олімпійські ігри 1992 
- 1/16 фіналу. Переміг Аркадія Топаєва (Об'єднана команда) — 11-0
- 1/8 фіналу. Переміг Маркуса Беєра (Німеччина) — RSC
- 1/4 фіналу. Переміг Ігорса Саплавскіса (Латвія) — 12-2
- 1/2 фіналу. Переміг Дьйордя Міжеї (Угорщина) — 10-2
- Фінал. Переміг Орхана Делібаша (Нідерланди) — 6-1

1993 року здобув три дострокових перемоги над суперниками на Іграх Центральної Америки і Карибського басейну і став чемпіоном.